# Bentley BR2
Der Bentley BR.2 war ein britischer Umlaufmotor für Flugzeuge des Ersten Weltkriegs.  Er wurde von Walter Owen Bentley aus dem BR.1 als Standardmotor für die Sopwith Snipe entwickelt.

## Entwicklung
Die erste Ausführung des BR.2 leistete 230 PS (169 kW) aus einem auf 24,9 l vergrößerten Hubraum. Mit rund 220 kg war er nur etwa 40 kg schwerer als der BR.1.
Mit dem BR.2 hatte die Entwicklung der Umlaufmotoren jedoch ihren Zenit erreicht. Eine weitere Leistungssteigerung war durch die im Funktionsprinzip des rotierenden Motors liegenden Einschränkungen nicht mehr sinnvoll möglich. Daher war der BR.2 auch der letzte von der RAF übernommene Umlaufmotor. Spätere luftgekühlte Flugmotoren waren fast ausschließlich Sternmotoren wie der Bristol Jupiter oder der Armstrong Siddeley Jaguar.

## Verwendung
Der Standardjäger der RAF der Nachkriegsjahre, die Sopwith Snipe, war ebenso wie die daraus entwickelte Variante für Bodenangriffe, die Sopwith TF.2 Salamander, um den BR.2 herum konstruiert worden. Während der späten Kriegsjahre und bis in die frühen 1920er Jahre wurde einige weitere Flugzeugmuster versuchsweise oder auch in der Serienfertigung mit dem BR.2 ausgerüstet.

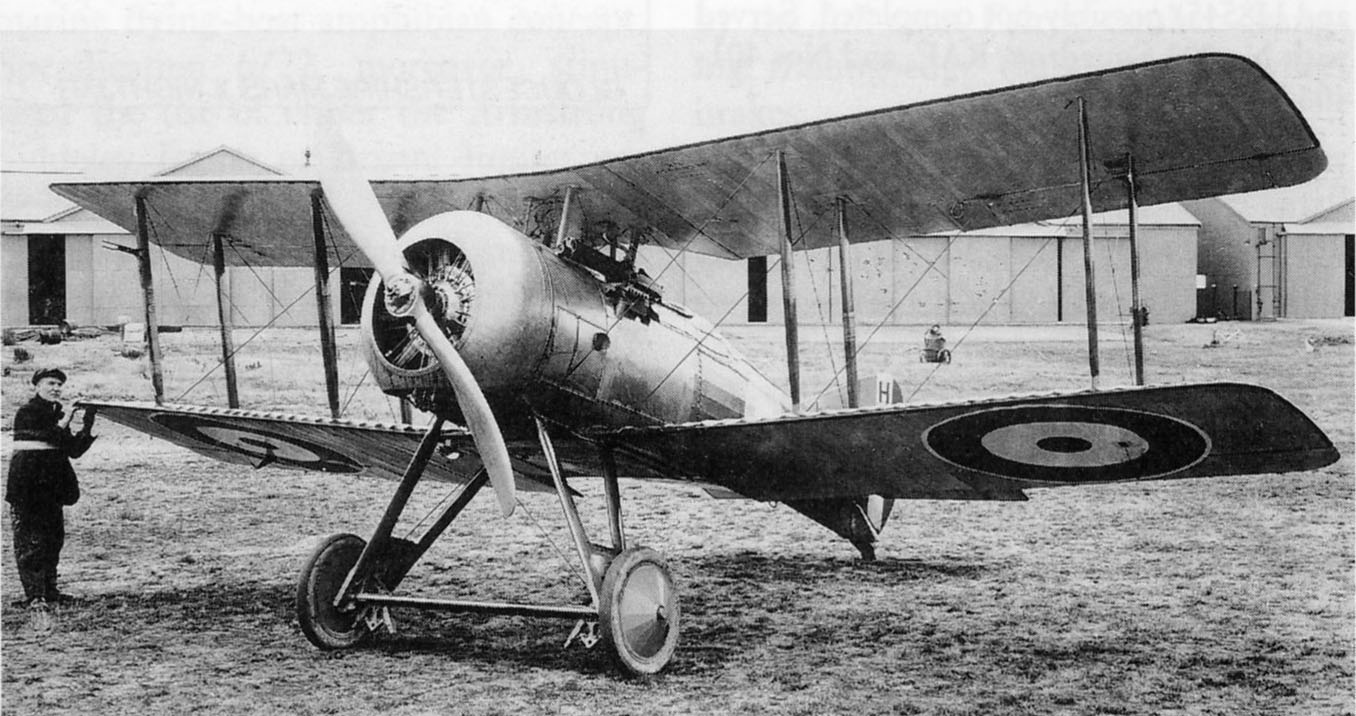
Gloster Nightjar während der Erprobung in Farnborough 1922

- Brennan Helicopter
- Gloster Grouse
- Sopwith Snipe

## Technische Daten

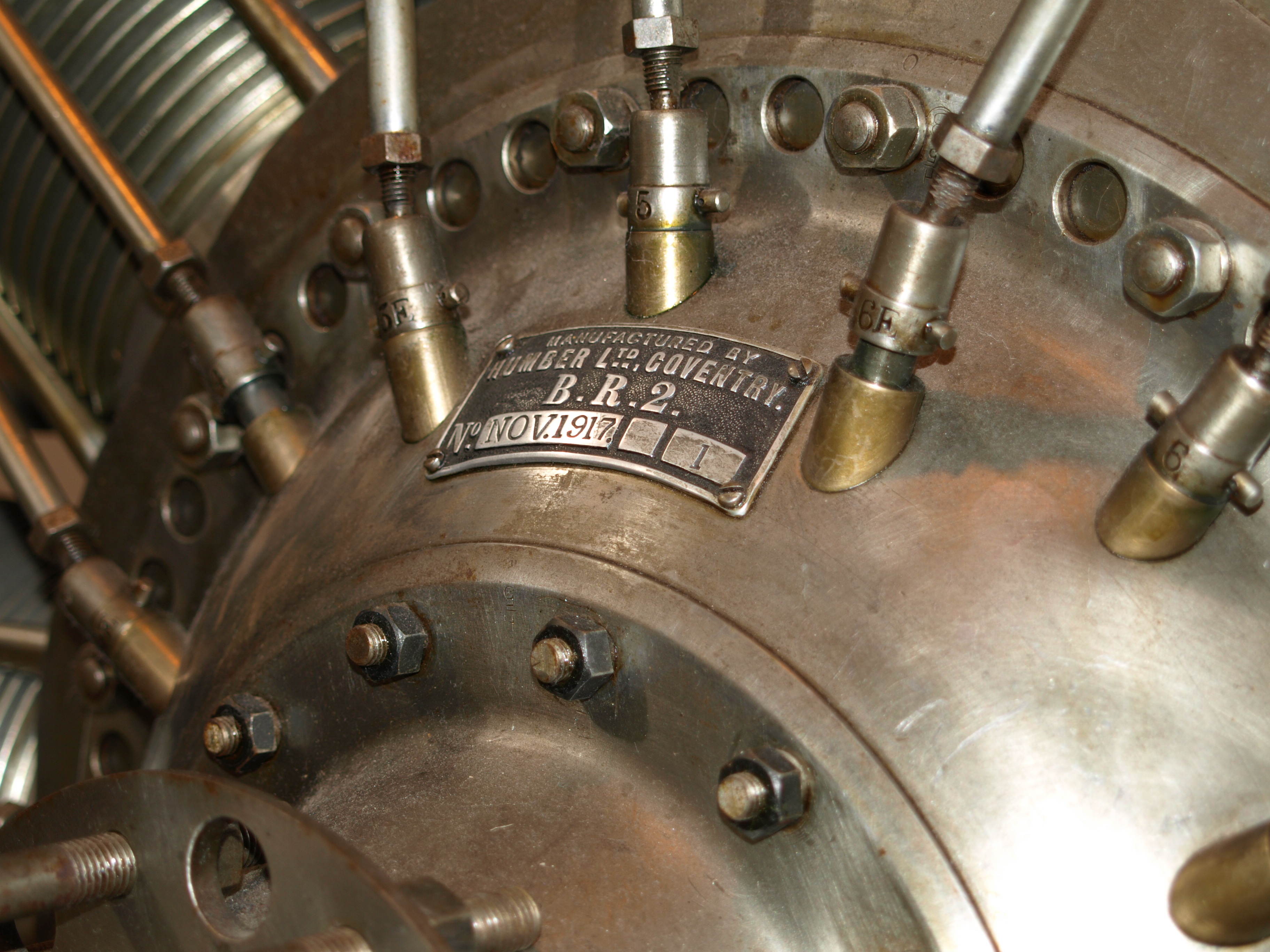
Typenschild (datiert November 1917) und Detail der Ventilsteuerung eines BR.2 im Royal Air Force Museum Cosford

| Kenngrößen              | Daten                           |
| ----------------------- | ------------------------------- |
| Hersteller              | Humber Ltd., Coventry           |
| Baujahr                 | 1917–                           |
| Bauart                  | 9-Zylinder-Umlaufmotor          |
| Hubraum (Bohrung × Hub) | 24,94 l (140 mm × 180 mm)       |
| Gemischaufbereitung     | Vergaser                        |
| Schmiersystem           | Gemischschmierung mit Rizinusöl |
| Kühlsystem              | Luftkühlung                     |
| Gewicht                 | 220 kg                          |
| Leistung                | 245 PS (180 kW)                 |
| Kraftstoffverbrauch     | 91 l/h                          |
| Ölverbrauch             | 9 l/h                           |
| Leistungsgewicht        | 0,9 kg/PS (1,22 kg/kW)          |
| Vorgänger               | Bentley BR1                     |
| Nachfolger              | keiner                          |

## Varianten
BR.2 230
1918, 230 PS (169 kW)
BR.2 245
1918, 245 PS (180 kW).

## Erhaltene Motoren
Ein Bentley BR.2 wird in der Ausstellung des Science Museum, London gezeigt, ein weiterer in der Flugmotoren-Sammlung des Royal Air Force Museum Cosford. Ein Motor befindet sich im Nationalen Militärmuseum in Rumänien.
Das Canada Aviation and Space Museum in Ottawa, Ontario, Kanada besitzt eine mit BR.2 ausgerüstete Sopwith 7F.1 Snipe.
Mit dem weltweit letzten betriebsfähigen BR.2 wird die Sopwith Snipe von Fantasy of Flight angetrieben und im Flug vorgeführt.

## Vergleichbare Motoren
- Bristol Jupiter
- Le Rhone 9J